# 羅漢寺川
羅漢寺川（らかんじがわ）は、東京都目黒区内を流れる河川。目黒川の支流。支流も含めてすべて暗渠化されている。

## 概要

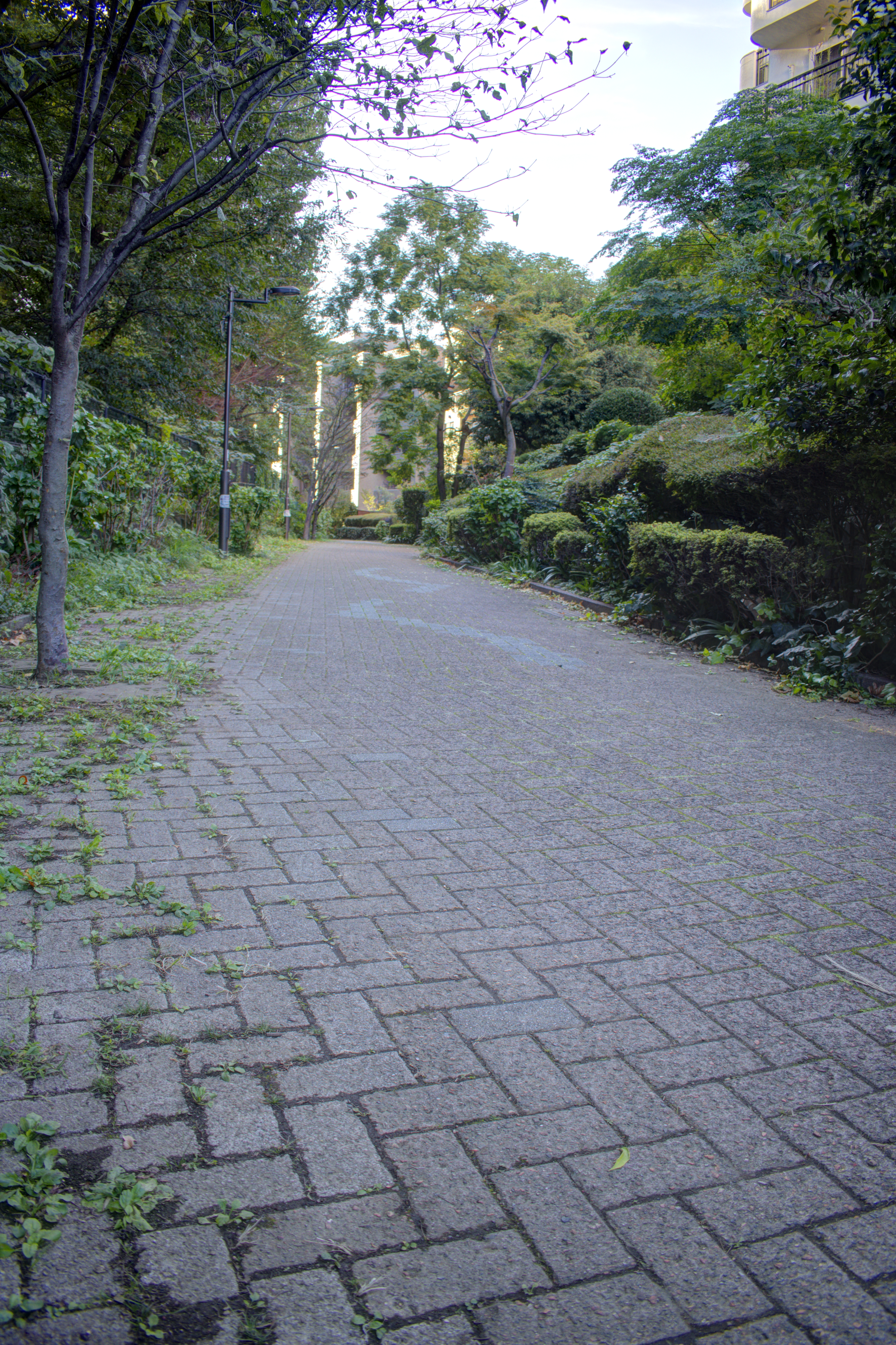
羅漢寺川プロムナード（2023年）

現在の目黒本町一丁目8番付近に端を発し、現在の林試の森公園の北側に沿って東へ流れ、後述する支流を合わせて目黒不動尊の南を通り、河川名の由来である五百羅漢寺に至る。ここからは再び複数の流れに分岐した上で、それぞれ現在の下目黒二丁目で目黒川の右岸に、ほぼ直角に合流する。
1960年代後半から1980年代半ばにかけて暗渠化され、上部は道路や路地になっている。林試の森公園に接した暗渠上は遊歩道「羅漢寺川プロムナード」として整備されている。

## 支流

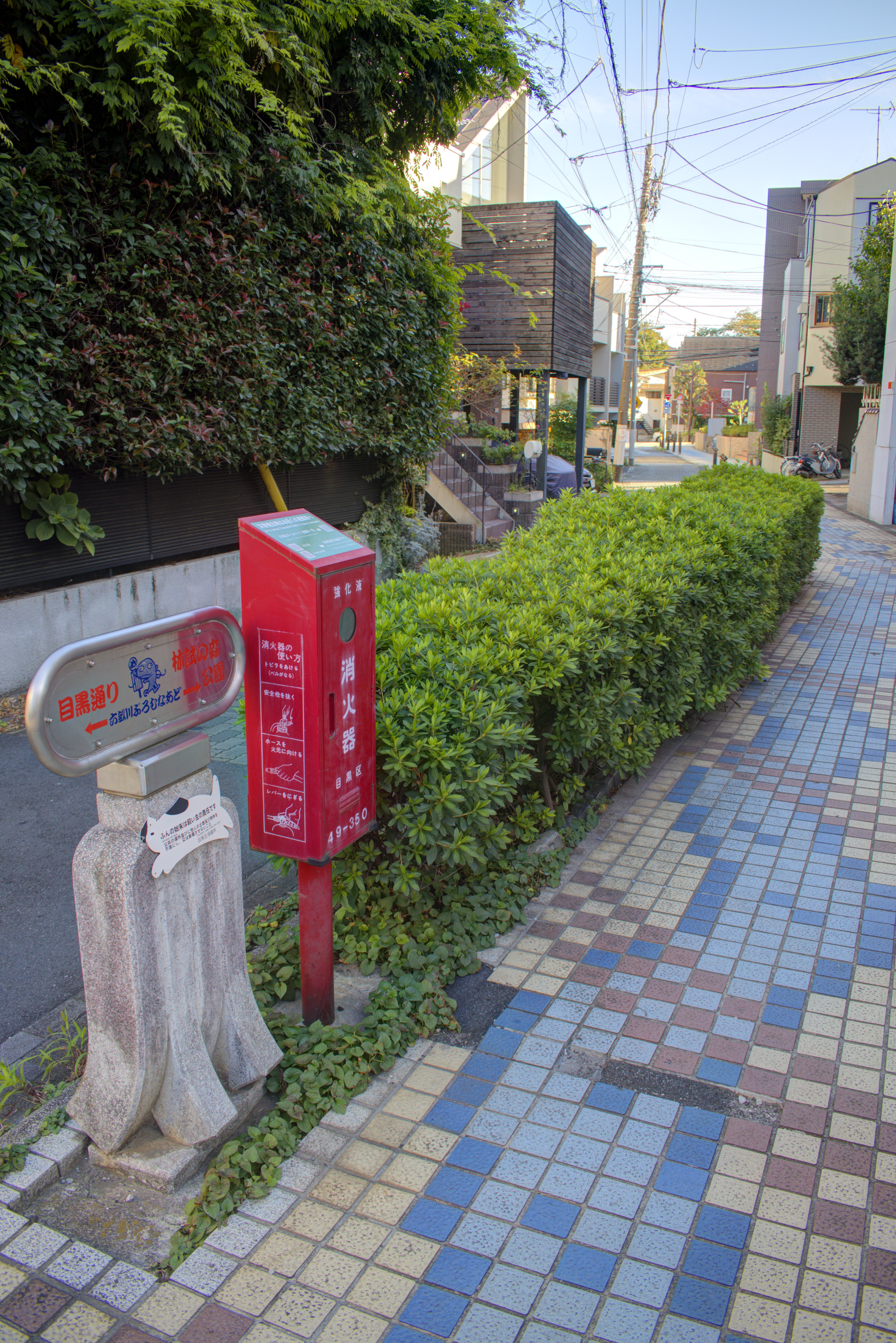
六畝川プロムナード（2023年）

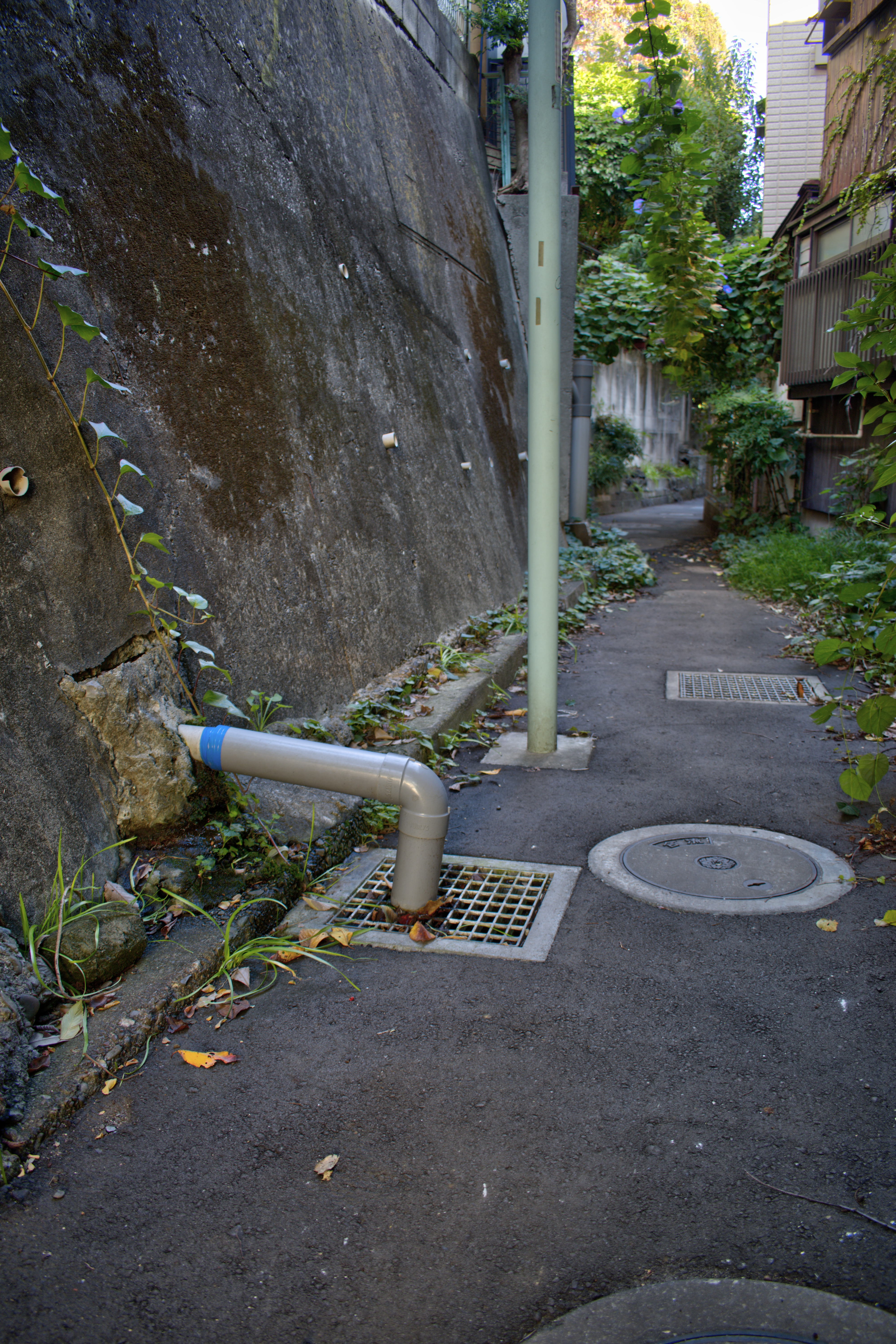
入谷川上の路地（2023年）

六畝（）川
現在の東急バス目黒営業所駐車場付近にあった湧水池を水源とし、南下して林試の森公園の西で羅漢寺川に合流する。暗渠上は「六畝川プロムナード」となっている。
入谷川
目黒通りの油面交差点付近から南下して、目黒不動尊の西で羅漢寺川に合流する。
現在、暗渠上は道路や路地になっている。途中の下目黒四丁目に、古い擁壁に差されたパイプから湧水が流れて路上の水鉢に注がれていた路地があり、趣がある風景として東京の街歩きを記した書籍やネット記事によく登場したが、2023年現在は水鉢は撤去されて湧水はグレーチングに流されている。

## 利用
入谷川の源流の湧水は、昭和初期まで付近の農家の洗い場として利用されていた。羅漢寺川と入谷川の合流地付近には、川の水を利用した庭園「目黒花壇・苔香園」があった。下目黒の目黒川右岸にあった水田は、目黒川からは水位が低いために水を田に引き入れることができず、羅漢寺川を水源としていた。